# Campeonato Mundial de Rugby M21 de 2002
El Campeonato Mundial de Rugby M21 de 2002 se disputó en Sudáfrica, fue la primera edición del torneo en categoría M21.

## Resultados

### Grupo A
| Pos. | Equipo        | Encuentros | Encuentros | Encuentros | Encuentros | Tantos  | Tantos    | Tantos     | Puntos Totales |
| Pos. | Equipo        | jugados    | ganados    | empatados  | perdidos   | a favor | en contra | diferencia | Puntos Totales |
| ---- | ------------- | ---------- | ---------- | ---------- | ---------- | ------- | --------- | ---------- | -------------- |
| 1    | Nueva Zelanda | 3          | 3          | 0          | 0          | 239     | 50        | +189       | 15             |
| 2    | Gales         | 3          | 2          | 0          | 1          | 146     | 125       | +21        | 10             |
| 3    | Inglaterra    | 3          | 2          | 0          | 1          | 84      | 96        | -12        | 9              |
| 4    | Argentina     | 3          | 1          | 0          | 2          | 98      | 79        | +19        | 7              |
| 5    | Japón         | 3          | 1          | 0          | 2          | 66      | 158       | -92        | 6              |
| 6    | Italia        | 3          | 0          | 0          | 3          | 43      | 157       | -114       | 0              |

|  | Semifinales 1° al 4° puesto |

|  | Semifinales 5° al 8° puesto |

#### Resultados
| 14 de junio | Argentina | 46 - 24 | Japón |  |  |

| 14 de junio | Italia | 18 - 82 | Gales |  |  |

| 14 de junio | Nueva Zelanda | 67 - 23 | Inglaterra |  |  |

| 18 de junio | Argentina | 34 - 45 | Gales |  |  |

| 18 de junio | Inglaterra | 41 - 12 | Italia |  |  |

| 18 de junio | Nueva Zelanda | 99 - 8 | Japón |  |  |

| 21 de junio | Inglaterra | 20 - 17 | Argentina |  |  |

| 21 de junio | Japón | 34 - 13 | Italia |  |  |

| 21 de junio | Nueva Zelanda | 73 - 19 | Gales |  |  |

### Grupo B
| Pos. | Equipo    | Encuentros | Encuentros | Encuentros | Encuentros | Tantos  | Tantos    | Tantos     | Puntos Totales |
| Pos. | Equipo    | jugados    | ganados    | empatados  | perdidos   | a favor | en contra | diferencia | Puntos Totales |
| ---- | --------- | ---------- | ---------- | ---------- | ---------- | ------- | --------- | ---------- | -------------- |
| 1    | Australia | 3          | 3          | 0          | 0          | 250     | 36        | +214       | 15             |
| 2    | Sudáfrica | 3          | 3          | 0          | 0          | 205     | 31        | +174       | 13             |
| 3    | Francia   | 3          | 1          | 0          | 2          | 104     | 102       | +2         | 5              |
| 4    | Irlanda   | 3          | 1          | 0          | 2          | 105     | 103       | +2         | 5              |
| 5    | Rumania   | 3          | 1          | 0          | 2          | 31      | 296       | -265       | 5              |
| 6    | Fiyi      | 3          | 0          | 0          | 3          | 46      | 171       | -125       | 1              |

|  | Semifinales 1° al 4° puesto |

|  | Semifinales 5° al 8° puesto |

#### Resultados
| 14 de junio | Australia | 51 - 18 | Irlanda |  |  |

| 14 de junio | Fiyi | 10 - 80 | Francia |  |  |

| 14 de junio | Sudáfrica | 135 - 0 | Rumania |  |  |

| 18 de junio | Australia | 135 - 3 | Rumania |  |  |

| 18 de junio | Fiyi | 10 - 63 | Irlanda |  |  |

| 18 de junio | Sudáfrica | 28 - 9 | Francia |  |  |

| 21 de junio | Fiyi | 26 - 28 | Rumania |  |  |

| 21 de junio | Francia | 15 - 64 | Australia |  |  |

| 21 de junio | Sudáfrica | 42 - 22 | Irlanda |  |  |

### Semifinales 9° al 12° puesto
| 25 de junio | Japón | 25 - 21 | Fiyi |  |  |

| 25 de junio | Italia | 23 - 22 | Rumania |  |  |

### Semifinales 5° al 8° puesto
| 25 de junio | Inglaterra | 15 - 28 | Irlanda |  |  |

| 25 de junio | Argentina | 17 - 29 | Francia |  |  |

### Semifinal 1° al 4° puesto
| 25 de junio | Nueva Zelanda | 18 - 19 | Sudáfrica |  |  |

| 25 de junio | Gales | 7 - 43 | Australia |  |  |

### 11° puesto
| 28 de junio | Fiyi | 19 - 9 | Rumania |  |  |

### 9° puesto
| 28 de junio | Japón | 41 - 29 | Italia |  |  |

### 7° puesto
| 28 de junio | Inglaterra | 74 - 14 | Argentina |  |  |

### Quinto puesto
| 28 de junio | Irlanda | 29 - 40 | Francia |  |  |

### Tercer puesto
| 28 de junio | Nueva Zelanda | 59 - 7 | Gales |  |  |

### Final
| 28 de junio | Sudáfrica | 24 - 21 | Australia |  |  |

| Bandera de Sudáfrica |
| Campeón Sudáfrica    |
| Primer título        |